# Bataille de Teruel
Guerre d'Espagne
Batailles
La bataille de Teruel est une des plus importantes de la guerre d'Espagne. Elle opposa les forces républicaines aux troupes soulevées de Franco. Elle se déroula dans les environs de la ville aragonaise de Teruel, entre le 15 décembre 1937 et le 22 février 1938. Les combats ayant lieu pendant l'hiver, les conditions climatiques étaient extrêmement rudes, l'hiver 1937-1938 étant le plus froid depuis plus de vingt ans.
La ville changea plusieurs fois de mains, tombant d'abord aux mains des républicains, au début de l'année 1938. Elle subit de lourds bombardements de l'artillerie et de l'aviation. Au mois de février, une contre-offensive nationaliste leur permit de récupérer les territoires perdus. La récupération de la victoire par Franco, qui mit en avant la supériorité de son matériel et la valeur de ses hommes a fait de cette bataille un tournant décisif de la guerre.

## Contexte

### Conditions stratégiques

Carte de l'Espagne en octobre 1937, peu avant la bataille de Teruel.

Ce sont plusieurs conditions stratégiques majeures qui amènent les chefs de l'armée républicaine à lancer de vastes opérations sur Teruel, tenue par les nationalistes depuis le début de la guerre. D'un point de vue psychologique, ils pensent que, la ville n'étant pas bien défendue, sa capture permettrait aux républicains de reprendre l'initiative, à la suite de plusieurs déconvenues majeures dans le nord, en Aragon et en Andalousie. Ils souhaitent infliger une défaite d'autant plus symbolique que Teruel est un symbole pour les nationalistes de leur supériorité sur le front aragonais, où les républicains ont essuyé deux revers à Saragosse et à Sabiñánigo (en).
D'un point de vue politique intérieure, Indalecio Prieto, ministre républicain de la Guerre, veut une victoire spectaculaire qui soit l'illustration de la valeur de l'armée républicaine et de son efficace réorganisation. Cela aiderait également le gouvernement de Juan Negrín à asseoir son autorité face aux groupes anarchistes et libertaires (en particulier la CNT-FAI) qui tiennent la Catalogne toute proche - et son industrie de guerre.
D'un point de vue militaire, Teruel formait comme une coin enfoncé dans la zone républicaine, gênant les lignes de communication entre la Catalogne et le reste de l'Espagne républicaine au sud. Il s'agissait donc de rétablir une route directe entre les deux centres de la résistance républicaine. L'opération devait enfin servir à éloigner les troupes de Franco, qui avait prévu des opérations de grande envergure autour de Madrid, dans le secteur de Guadalajara, à partir du 18 décembre 1937 et avait massé des troupes dans la vallée du Jalón (province de Soria), s'apprêtant à les faire passer au combat. Durant les deux premières semaines du mois de décembre 1937, l'armée républicaine accumula donc hommes et matériel dans la province de Teruel, principalement au sud de la ville et le long de l'Alfambra. Le plan du général Vicente Rojo, surnommé « Contrecoup stratégique n° 2 » (contragolpe estratégico n.° 2), était d'encercler la ville avec six divisions qui reçoivent le soutien à l'arrière de deux divisions pour parer à toute contre-attaque nationaliste.

### Champ de bataille
Teruel était en 1937 une ville moyenne de 20 000 habitants, située dans le sud de l'Aragon, chef-lieu d'une province particulièrement pauvre. À une altitude de plus de 900 mètres, ses hivers sont les plus froids d'Espagne. La ville se trouve construite sur une colline élevée au-dessus de la confluence des rivières Turia et Alfambra. Elle est entourée d'un relief tourmenté de gorges étroites, de pics aigus et de crêtes tordues, comme la crête de la Muela de Teruel, à l'ouest de la ville.
Vu la situation exposée de la ville de Teruel, encerclée au nord, au sud et à l'est par les lignes républicaines, la ville était défendue par une ligne de tranchées et de barbelés. Les nationalistes avaient également prévus des plans afin de défendre la ville rue après rue, maison après maison.

## Forces en présence

### Troupes républicaines
Les troupes républicaines, fortes d'environ 100 000 hommes, sont placées sous le commandement de Juan Hernández Saravia, chef de l'armée du Levant. Les troupes sont divisées en trois corps d'armée : 
- le XVIIIe Corps d'armée, qui comprend les 40e et 68e Divisions, est commandé par le colonel Juan Hernández Saravia et forme la « colonne Sud » ;

- le XXe Corps d'armée, qui comprend les 34e et 64e Divisions, est commandé par le colonel Leopoldo Menéndez López et forme la « colonne du Centre » ;

- le XXIIe  Corps d'armée, qui comprend les 11e et 25e Divisions, est commandé par le colonel Juan Ibarrola Orueta et forme la « colonne Nord ». La 11e du commandant Enrique Líster est choisie pour diriger l'attaque.

En réserve se trouvent la 35e Division internationale, ainsi que les 39e, 47e et 70e Divisions. Les troupes sont appuyées par une importante artillerie : 400 pièces d'artillerie et une centaine de chars T-26 et BT-5. La Force aérienne républicaine (FARE) joue un rôle de soutien appréciable avec l'engagement d'environ 120 avions, dont des Polikarpov I-16 Mosca et des Polikarpov I-15 Chato, concentrés sur les aérodromes du Levant, en particulier à Villafranca del Panadés et Sabadell.

### Troupes nationalistes
Dans la ville de Teruel, le colonel Domingo Rey d'Harcourt se trouve à la tête de la garnison nationaliste. Il commande les 3 900 hommes de la 52e Division, dont 40 % environ ne sont pas des militaires. Il faut ajouter environ 4 000 civils, non entraînés au combat, mais prêts à soutenir les nationalistes les armes à la main.
Plus loin se trouvaient des troupes nationalistes plus nombreuses, faisant partie de l'armée du Nord nationaliste : 
- le Corps d'armée de Castille, commandé par le général José Enrique Varela ;
- le Corps d'armée de Galice, commandé par le général Antonio Aranda ;
- le Corps d'armée marocain, commandé par le général Juan Yagüe ;
- la 1re Division de cavalerie, commandée par le général José Monasterio (es).

Ces troupes bénéficiaient d'un équipement important, soit 500 pièces d'artillerie, quelques chars Panzer I. L'aviation nationaliste et la Légion Condor, composées essentiellement de Fiat CR.32 et de Messerschmitt Bf 109, pouvaient également intervenir, avec 140 appareils.

## Combats

### Offensive républicaine (15 décembre 1937-8 janvier 1938)

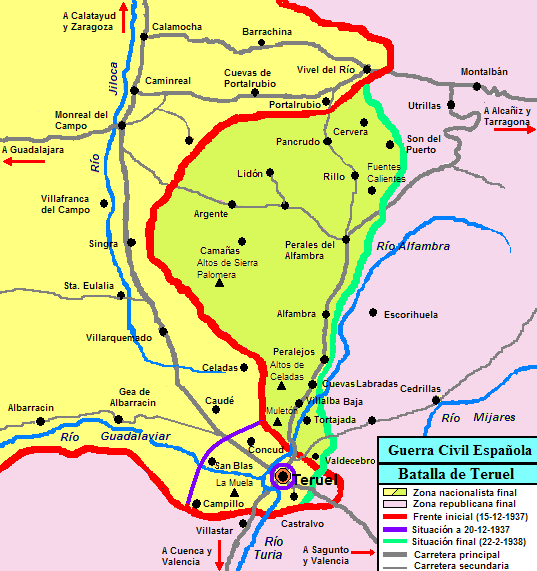
Carte de la bataille de Teruel. Trait rouge : Front au début de la bataille (15 décembre 1938). Trait violet : Front lors du siège de la ville (20 décembre 1938). Trait vert : Front à la fin de la bataille (22 février 1938).

#### L'encerclement de la ville
Le commandement républicain avait décidé de passer à l'attaque le 13 décembre, mais les chutes de neige les obligèrent à la reporter. Sous un froid intense (on atteint certains jours les −20 °C) et la neige qui tombait, 40 000 soldats républicains partirent à l'attaque le 15 décembre vers 15 h 0, après une courte préparation de l'aviation et de l'artillerie, afin de ne pas prévenir l'ennemi de l'offensive qui commençait. Líster, à la tête de la 11e Division basée à Villalba Baja, s'empara de Concud, tandis que la 25e Division occupait San Blas. Les forces du XVIIIe Corps d'armée d'Enrique Fernández Heredia (es) basé à Rubiales avançaient par le sud. Le 18 décembre, les républicains prirent position sur la crête de la Muela de Teruel, qui surplombe la ville à l'ouest. Les deux corps d'armée s'efforçaient d'encercler la ville par l'ouest afin de l'isoler de tout renfort, et le 20 décembre, les républicains firent leur jonction.

#### Le siège de Teruel
Le chef de la garnison de Teruel, Domingo Rey d'Harcourt retira peu à peu ses troupes des environs de la ville afin de les concentrer à l'intérieur de la ville-même. Franco suivait les nouvelles de Teruel, mais il refusa de dégarnir les troupes qui devaient attaquer Guadalajara. L'aviation nationaliste, qui décollait des aérodromes de Castille et devait affronter de difficiles conditions climatiques, ne pouvait offrir que peu de résistance à l'avancée républicaine : le 17 décembre, l'aviation républicaine causa de graves pertes à l'aviation nationaliste venue en aide aux assiégés. Le général Antonio Aranda, arrivé le 19 décembre avec la 81e et la 84e Division par la route de Guadalajara, ne put rompre l'encerclement républicain et dut installer son quartier général à Santa Eulalia del Campo.
Ce même jour commencèrent les combats à l'intérieur de la ville-même, du côté du cimetière et du stade de football. Les combats furent plus acharnés, car les nationalistes défendaient chaque rue, chaque maison. C'est dans le sud de la ville que se déroulèrent les combats les plus rudes, car les hommes de Rey d'Harcourt s'étaient retranchés dans le Banco de España, le couvent de Santa Clara, le siège du Commandement militaire et l'hôtel Aragón. Les pertes étaient élevées, en particulier pour les civils, qui subissaient cette guérilla urbaine, malgré les recommandations d'Indalecio Prieto.
Le 22 décembre, les soldats républicains atteignirent le centre de la ville et les chars occupèrent la fameuse place du Torico, accompagnés de correspondants de guerre renommés : Robert Capa, Ernest Hemingway, Alfonso Sánchez Portela et Herbert Matthews du New York Times. Le 24 décembre, la victoire semblait proche, car la résistance ne se limitait plus qu'au séminaire et au siège du Commandement militaire de la ville. Radio Barcelona annonça la chute de Teruel et plusieurs officiers républicains furent décorés.

#### La tentative de dégagement nationaliste
Engagé dans une deuxième opération à Guadalajara, c'est seulement le 23 décembre que Franco se décida à envoyer une aide conséquente aux assiégés de Teruel. Il avait en effet déclaré qu'aucun chef-lieu de province ne devait tomber aux mains des républicains. Il se retira alors du front de Guadalajara, malgré l'opposition de ses alliés italiens et allemands, afin de tourner ses efforts sur Teruel, abandonnant la perspective d'une fin rapide de la guerre, en prenant Madrid.
Cependant, à cause des conditions difficiles, le gros des troupes nationalistes ne peuvent être acheminées sur Teruel avant la fin du mois : Franco se contente d'envoyer des messages à Rey d'Harcourt, dans lesquels il l'exhorte à résister à tout prix. Le 31 décembre, les premiers éléments parvinrent au pied de la Muela, dans l'espoir d'en déloger les républicains. Mais la résistance républicaine et l'inaction de la Légion Condor, bloquée par la météo désastreuse, les en empêcha.
Au début du mois de janvier, le rapport des forces semblait équilibré, chacun pensant que le front se stabiliserait. Les pertes de l'armée républicaines étaient élevées, les combats et le froid entamaient la résistance des soldats. Dans les airs, la présence des chasseurs nationalistes se faisait également plus importante. Le 2 janvier, les troupes nationalistes essayèrent d'entrer dans Teruel, mais le général Juan Hernández Saravia ordonna de faire sauter les ponts, brisant l'offensive.

#### La prise de Teruel
Mais l'infanterie et les chars républicains étaient encore nombreux. Les combats se poursuivirent, et les assiégés comprirent que le siège ne serait pas rompu. Le 1er janvier, tous les défenseurs du couvent de Santa Clara étaient morts. Le 3, c'est le bâtiment du Commandement militaire qui tombait. Les combats continuèrent dans le séminaire, dont les défenseurs se trouvaient sans eau, sans médicaments, et presque sans vivres et munitions. Le 8 janvier, après un siège épuisant, le colonel Rey d'Harcourt et l'évêque de Teruel, Anselmo Polanco (es), se rendirent officiellement. 
Cette reddition fut comprise comme une trahison par Franco, et Rey d'Harcourt fut accusé d'avoir accumulé les erreurs militaires. Du côté républicain, la nouvelle fut accueillie dans la joie, car Teruel était la première capitale de province reconquise par l'armée républicaine. Le chef de l'état-major central, le général Vicente Rojo, pensant que les nationalistes avaient pris acte de la chute de Teruel, partit à Madrid afin de préparer la mise en œuvre du Plan-P qui devait permettre, grâce à une vaste offensive en Estrémadure, de couper la zone nationaliste en deux.

### Contre-offensive nationaliste (9 janvier-22 février 1938)

#### Les défenses républicaines
À la suite de la prise de la ville, la population civile fut complètement évacuée, tandis que la ville était transformée en place forte. Le XXIIe Corps d'armée républicain fut chargé de défendre le centre de la ville, tandis que les autres unités étaient réparties en plusieurs points stratégiques tout autour de Teruel. Cependant, les forces républicaines étaient affaiblies : l'aviation avait perdu un nombre important d'avions, alors que la chasse nationaliste se renforçait. Afin de consolider leurs positions, les chefs républicains amenèrent un grand nombre de soldats et de grandes quantités d'équipement. 
Les nationalistes revoient complètement leur stratégie, puisqu'ils n'avaient plus le souci de libérer les hommes de Rey d'Harcourt. Le haut-commandement fut confié au général Fidel Dávila Arrondo, placé à la tête des trois Corps d'armée, soit 100 000 hommes, appuyés par l'aviation nationaliste, deux divisions navarraises et l'artillerie italienne. Le général José Enrique Varela dirigeait les opérations au sud, le général Antonio Aranda au nord occupait quelques positions des alentours. Le 17 janvier, ces deux généraux décidèrent de s'emparer des collines qui entourent la ville. L'importante artillerie italienne et l'aviation nationaliste, appuyée par la légion Condor, entrèrent en action. Après une heure de combats, les lignes de défense républicaines furent rompues, tandis que les nationalistes occupaient les hauteurs de la Muela, puis toute la rive gauche de la Turia dès le 22 janvier. Ils y acheminèrent un demi-millier de pièces d'artillerie. Les républicains se retrouvèrent alors dans la position d'assiégés. Dans la ville, les combats furent une fois de plus extrêmement violents, les soldats se battant au corps à corps avec leurs baïonnettes. Après une semaine, les positions n'avaient pas bougé.
Les pertes étant très nombreuses, le commandement républicain décida le 19 janvier de faire appel aux Brigades internationales de la 35e Division internationale du General Walter, qui stationnaient non loin, mais en réserve, où elles reçurent la visite du chanteur américain Paul Robeson, les hommes et femme politiques britanniques Clement Attlee, Ellen Wilkinson et Philip J. Noel-Baker.

#### Les fusillés de Mora de Rubielos
La 84e Brigade mixte républicaine se trouvait au repos à Mora de Rubielos, après avoir subi de lourdes pertes lors de la prise de Teruel. Les combats de rue avaient saigné la brigade, qui avait perdu plus de 600 hommes, soit plus de 25 % des effectifs. La contre-offensive nationaliste obligea le commandement républicain à renvoyer la 84e Brigade mixte au front et à l'affecter dans la zone du cimetière à partir du 17 janvier. 
Les hommes de la brigade, épuisés par les combats, ne voulaient pas y aller : le 1er et le 2e bataillon n'acceptèrent pas de retourner au combat, tandis que le 4e bataillon refusait de les remplacer. Le commandant de la 40e Division, Andrés Nieto (es), passant outre aux demandes du commandant de la brigade, Benjamín Juan Iseli Andrés, décida de réprimer sévèrement le mouvement de révolte: aux premières heures du 20 janvier, 3 sergents et 50 soldats furent fusillés, tandis que 60 autres hommes de la brigade étaient arrêtés en attendant un jugement,.

#### L'offensive républicaine de Singra
Le 25 janvier, les républicains, sous les ordres du général Juan Hernández Saravia, lancèrent une nouvelle offensive afin de briser l'encerclement. L'objectif était de s'emparer de la ville de Singra, à l'arrière des forces nationalistes, au nord de Teruel, afin de couper la voie de chemin de fer et la route de Teruel à Saragosse. Mais si la centaine de tanks républicains T-26 se révèlèrent utiles, l'aviation et l'artillerie nationalistes furent plus efficaces encore : l'assaut fut repoussé. Les combats se poursuivirent pendant trois jours dans des conditions rendues très difficiles par le froid : la 27e Division subit de très lourdes pertes. Les raids aériens des Fiat CR.32 et des Messerschmitt Bf 109, soutenant les bombardiers Heinkel He 111 de la Legión Cóndor, causèrent des ravages.

#### Le désastre républicain sur l'Alfambra
Au début du mois de février, les chefs nationalistes décidèrent de mener une opération importante, afin de briser le statu quo qui durait depuis janvier. L'objectif était de franchir les lignes républicaines au nord et occuper la sierra Palomera jusqu'à l'Alfambra. Dans ce secteur, les défenses du XIIIe Corps d'armée républicain étaient faibles, réduites à une ligne discontinue de postes défensifs isolés. Le 5 février, à la première heure, les nationalistes rompirent le front en trois points. La 1re Division de cavalerie du général José Monasterio (es) franchit les lignes adverses par une charge de cavalerie spectaculaire – l'une des dernières de l'histoire militaire moderne. L'aviation joua un rôle important, bombardant et mitraillant les troupes qui battaient en retraite. Le 7 février, la victoire était obtenue, avant que le général Hernández Saravia ait pu envoyer des renforts : au matin du 8, la rive gauche de l'Alfambra était atteinte en tous points.
Le général Vicente Rojo dut réorganiser complètement le front républicain. Voyant le secteur de Montalbán, au nord, dégarni, et le XXe Corps d'armée épuisé par les combats, il se résolut à appeler la 47e Division, sous le commandement de José María Galán, stationnée à Valence. En deux jours, la République avait perdu 800 km2 de terrain et une dizaine de villages. 7 000 hommes avaient été faits prisonniers, 15 000 blessés. Une grande quantité de matériel (munitions, armes, camions) était perdue et tombée aux mains des nationalistes ou détruit. Ce désastre fut un coup dur pour l'armée populaire de la République. Il permit enfin aux nationalistes de se rapprocher de Teruel, maintenant que la poche de l'Alfambra avait été réduite.

#### La seconde chute de Teruel
La dernière phase offensive de la bataille de Teruel commença le 17 février, par un bombardement massif de six heures. Le général Juan Yagüe traversa l'Alfambra et avança vers le sud en longeant la rive droite de la rivière, afin de couper la ville de toute communication par le nord. Le lendemain, le Corps d'armée de Galice du général Antonio Aranda, au sud de la ville, repoussèrent les républicains. Les deux généraux nationalistes prenaient alors les défenses républicaines en tenaille.
Face à la forte pression des troupes nationalistes, le Ve Corps d'armée républicain de Juan Modesto arriva en renfort. Les républicains, menacés d'être enfermés dans la ville, lancèrent de vigoureuses contre-attaques le 20 février, mais la ville se retrouva complètement encerclée le lendemain : dans la nuit commença le second siège de Teruel. El Campesino et sa 46e Division se retrouvaient seuls dans la ville, avec de nombreux blessés. El Campesino donna alors l'ordre de se retirer, mais plus de 1 500 soldats furent faits prisonniers. Le chef républicain, qui était arrivé à s'échapper, accusa Juan Modesto et Enrique Líster de l'avoir abandonné, mais ce dernier l'accusa en retour d'avoir abandonné la ville et ses hommes.
Le 22 février, les dernières unités républicaines abandonnèrent la ville. Les nationalistes entrèrent dans Teruel sans rencontrer de résistance. En entrant dans la ville, ils constatèrent les destructions nombreuses : il n'y eut pas d'entrée triomphale. Indalecio Prieto rendit officielle la chute de la ville avant que le quartier général nationaliste le fasse.

## Conséquences
La bataille de Teruel est pour l'armée républicaine la preuve de sa capacité à s'organiser et mener des opérations efficaces contre un ennemi mieux armé et plus professionnel. Mais elle met également en évidence ses insuffisances et on voit s'affirmer des dissensions entre les généraux de profession, comme Juan Hernández Saravia, Vicente Rojo et Juan Modesto, et des chefs plus politiques comme Enrique Líster et El Campesino. Les troupes sortent du combat épuisées et les pertes matérielles - avions et armement - ne sont pas rapidement remplacées.
D'un point de vue politique, le camp républicain ressent durement la défaite et la perte de Teruel, après les espoirs qu'a fait naître sa capture. Le contrôle des industries de Catalogne, aux mains des anarchistes, échappe définitivement au gouvernement de Juan Negrín. Comme le dit Laurie Lee, écrivain et poète britannique qui servit dans les Brigades internationales, « Teruel fut pour les Républicains un cadeau de Noël qui se révéla empoisonné. Ce devait être la victoire qui changerait le cours de la guerre ; mais ce fut le sceau de la défaite ».
D'un point de vue stratégique, la route entre le sud de l'Espagne républicaine et la Catalogne reste gênée par les troupes nationalistes, que la bataille de Teruel a amenés en plus grand nombre dans le secteur. Au printemps 1938, la route est ouverte pour une offensive nationaliste dans le nord-est de la péninsule, afin de couper définitivement en deux le camp républicain par une course à la mer. Alors que les troupes républicaines ont été retirées du front afin de se reconstituer, Franco lance, le 7 mars 1938, l'offensive d'Aragon, sans rencontrer de résistance.